# Saint-Léger (Alpes-Maritimes)
Saint-Léger (Occitaans: Sant Leugier; Italiaans (verouderd): San Legerio) is een gemeente in het Franse departement Alpes-Maritimes (regio Provence-Alpes-Côte d'Azur) en telt 66 inwoners (2009). De plaats maakt deel uit van het arrondissement Nice.

## Geografie
De oppervlakte van Saint-Léger bedraagt 4,5 km², de bevolkingsdichtheid is dus 14,7 inwoners per km².
De onderstaande kaart toont de ligging van Saint-Léger (Alpes-Maritimes) met de belangrijkste infrastructuur en aangrenzende gemeenten.

## Demografie
Onderstaande figuur toont het verloop van het inwonertal (bron: INSEE-tellingen).
Vanwege een beveiligingsprobleem met de MediaWiki Graph-software is het momenteel niet mogelijk deze grafiek weer te geven. Zodra de software is bijgewerkt zal de grafiek vanzelf weer zichtbaar worden.